# Galeonenbarsche
Die Galeonenbarsche (Dichistius (Gr.: dichao = in zwei Teile geteilt), Syn.: Coranicus) sind eine Gattung kleiner, barschverwandter Meeresfische. Sie kommen küstennah, auch im Brackwasser, im südöstlichen Atlantik und im südwestlichen Indischen Ozean rund um das südliche Afrika und bei Madagaskar vor.

## Merkmale
Galeonenbarsche werden 35 bis 89 Zentimeter lang und erreichen ein Gewicht von 1,7 bis 6 kg. Sie sind relativ hochrückig. Die erste, von Flossenstacheln gestützte Rückenflosse ist niedriger als die zweite, von der sie durch eine Einbuchtung getrennt ist. Die Rückenflossen werden von insgesamt zehn Hart- und 18 bis 23 Weichstrahlen gestützt. Die Afterflosse hat drei Flossenstachel und 13 bis 14 Weichstrahlen. Das Maul ist klein und mit schneidezahnartigen Zähne besetzt. Die Kiemenmembranen sind an der Körperunterseite zusammengewachsen.

## Arten
Es gibt zwei Arten:
- Dichistius capensis (Cuvier, 1831), wird 80 cm lang, lebt im flachen Wasser vom südlichen Angola bis KwaZulu-Natal.
- Dichistius multifasciatus (Pellegrin, 1914), wird 35 cm lang, lebt in tieferem Wasser von der Mossel Bay bis Madagaskar.